# Oscar 2010
Cea de-a 82-a ediție a Premiilor Academiei Americane de Film a avut loc la 7 martie 2010 la Kodak Theatre din Hollywood, California. Gazdele spectacolului au fost actorii Alec Baldwin și Steve Martin. Marele câștigător a fost filmul The Hurt Locker care a plecat acasă cu șase premii, între care cele pentru cel mai bun film și cel mai bun regizor.

## Cel mai bun film
- The Hurt Locker - Kathryn Bigelow, Mark Boal, Nicolas Chartier și Greg Shapiro producători
  - Avatar - James Cameron și  Jon Landau producători
  - The Blind Side - Gil Netter, Andrew A. Kosove și Broderick Johnson producători
  - District 9 - Peter Jackson și Carolynne Cunningham producători
  - An Education - Finola Dwyer și Amanda Posey producători
  - Inglourious Basterds - Lawrence Bender - producător
  - Precious: Based on the Novel ‘Push’ by Sapphire - Lee Daniels, Sarah Siegel-Magness și Gary Magness - producători
  - A Serious Man - Joel Coen și Ethan Coen - producători
  - Up - Jonas Rivera - producător
  - Up in the Air - Daniel Dubiecki, Ivan Reitman și Jason Reitman - producători

## Cel mai bun regizor
- Kathryn Bigelow – The Hurt Locker
  - James Cameron – Avatar
  - Quentin Tarantino  – Inglourious Basterds
  - Lee Daniels  – Precious: Based on the Novel ‘Push’ by Sapphire
  - Jason Reitman – Up in the Air

## Cel mai bun actor
- Jeff Bridges – Crazy Heart
  - George Clooney – Up in the Air
  - Colin Firth – A Single Man
  - Morgan Freeman – Invictus
  - Jeremy Renner – The Hurt Locker

## Cea mai bună actriță
- Sandra Bullock – The Blind Side
  - Helen Mirren – The Last Station
  - Carey Mulligan – An Education
  - Gabourey Sidibe – Precious: Based on the Novel ‘Push’ by Sapphire
  - Meryl Streep – Julie & Julia

## Cel mai bun actor în rol secundar
- Christoph Waltz – Inglourious Basterds
  - Matt Damon – Invictus
  - Woody Harrelson – The Messenger
  - Christopher Plummer – The Last Station
  - Stanley Tucci – The Lovely Bones

## Cea mai bună actriță în rol secundar
- Mo'Nique – Precious: Based on the Novel ‘Push’ by Sapphire
  - Penélope Cruz – Nine
  - Vera Farmiga – Up in the Air
  - Maggie Gyllenhaal – Crazy Heart
  - Anna Kendrick – Up in the Air

## Cel mai bun scenariu original
- The Hurt Locker – Mark Boal
  - Inglourious Basterds – Quentin Tarantino
  - The Messenger – Alessandro Camon și Oren Moverman
  - A Serious Man – Joel Coen și Ethan Coen
  - Up – Tom McCarthy, Bob Peterson și Pete Docter

## Cel mai bun scenariu adaptat
- Precious: Based on the Novel "Push" by Sapphire – Geoffrey Fletcher după nuvela Push de Sapphire
  - District 9 – Neill Blomkamp și Terri Tatchell după filmul Alive in Joburg de Neill Blomkamp
  - An Education – Nick Hornby după un roman de Lynn Barber
  - In the Loop – Jesse Armstrong, Simon Blackwell, Armando Iannucci și Tony Roche după serialul tv The Thick of It
  - Up in the Air – Jason Reitman și Sheldon Turner după novela cu același nume de Walter Kirn

## Cel mai bun film de animație
- Up – Pete Docter
  - Coraline – Henry Selick
  - Fantastic Mr. Fox – Wes Anderson
  - The Princess and the Frog – Ron Clements și John Musker
  - The Secret of Kells – Tomm Moore

## Cel mai bun film străin
- El secreto de sus ojos (Argentina) – Juan José Campanella
  - Ajami (Israel) – Scandar Copti și Yaron Shani
  - La Teta Asustada (Peru) – Claudia Llosa
  - Un prophète (Franța) – Jacques Audiard
  - Das weiße Band (Germania) – Michael Haneke

## Cea mai bună imagine
- Avatar – Mauro Fiore
  - Harry Potter and the Half-Blood Prince – Bruno Delbonnel
  - The Hurt Locker – Barry Ackroyd
  - Inglourious Basterds – Robert Richardson
  - Das weiße Band – Christian Berger

## Cel mai bun montaj
- The Hurt Locker – Chris Innis și Bob Murawski
  - Avatar – James Cameron, John Refoua și Stephen E. Rivkin
  - District 9 – Julian Clarke
  - Inglourious Basterds – Sally Menke
  - Precious: Based on the Novel "Push" by Sapphire – Joe Klotz

## Cea mai bună coloană sonoră
- Up – Michael Giacchino
  - Avatar – James Horner
  - Fantastic Mr. Fox – Alexandre Desplat
  - The Hurt Locker – Marco Beltrami și Buck Sanders
  - Sherlock Holmes – Hans Zimmer

## Cea mai bună melodie originală
- "The Weary Kind (Theme from Crazy Heart)" din Crazy Heart – Ryan Bingham și T-Bone Burnett
  - "Almost There" din The Princess and the Frog – Randy Newman
  - "Down in New Orleans" din The Princess and the Frog – Randy Newman
  - "Loin de Paname" din Paris 36 – Reinhardt Wagner și Frank Thomas
  - "Take it All" din Nine – Maury Yeston

## Cele mai bune decoruri
- Avatar – Rick Carter, Robert Stromberg, Kim Sinclair
  - The Imaginarium of Dr. Parnassus – Dave Warren, Anastasia Masaro, Caroline Smith
  - Nine – John Myhre, Gordon Sim
  - Sherlock Holmes – Sarah Greenwood, Katie Spencer
  - The Young Victoria – Patrice Vermette, Maggie Gray

## Cele mai bune costume
- The Young Victoria – Sandy Powell
  - Bright Star – Janet Patterson
  - Coco Before Chanel – Catherine Leterrier
  - The Imaginarium of Dr. Parnassus – Monique Prudhomme
  - Nine – Colleen Atwood

## Cel mai bun machiaj
- Star Trek – Barney Burman, Mindy Hall și Joel Harlow
  - Il Divo – Aldo Signoretti și Vittorio Sodano
  - The Young Victoria – Jon Henry Gordon și Jenny Shircore

## Cea mai bună editare sonoră
- The Hurt Locker – Paul N.J. Ottosson
  - Avatar – Christopher Boyes și Gwendolyn Yates Whittle
  - Inglourious Basterds – Wylie Stateman
  - Star Trek – Mark Stoeckinger și Alan Rankin**Up – Michael Silvers și Tom Myers

## Cel mai bun mixaj sonor
- The Hurt Locker – Paul N.J. Ottosson și Ray Beckett
  - Avatar – Christopher Boyes, Gary Summers, Andy Nelson și Tony Johnson
  - Inglourious Basterds – Michael Minkler, Tony Lamberti și Mark Ulano
  - Star Trek – Anna Behlmer, Andy Nelson și Peter J. Devlin
  - Transformers: Revenge of the Fallen – Greg P. Russell, Gary Summers și Geoffrey Patterson

## Cele mai bune efecte vizuale
- Avatar – Joe Letteri, Stephen Rosenbaum, Richard Baneham și Andrew R. Jones
  - District 9 – Dan Kaufman, Peter Muyzers, Robert Habros și Matt Aitken
  - Star Trek – Roger Guyett, Russell Earl, Paul Kavanagh și Burt Dalton

## Cel mai bun documentar
- The Cove – Louie Psihoyos și Fisher Stevens
  - Burma VJ – Anders Østergaard și Lise Lense-Møller
  - Food, Inc. – Robert Kenner și Elise Pearlstein
  - The Most Dangerous Man in America: Daniel Ellsberg and the Pentagon Papers – Judith Ehrlich și Rick Goldsmith
  - Which Way Home – Rebecca Cammisa

## Cel mai bun scurt metraj documentar
- Music by Prudence – Roger Ross Williams și Elinor Burkett
  - China's Unnatural Disaster: The Tears of Sichuan Province – Jon Alpert și Matthew O'Neill
  - The Last Campaign of Governor Booth Gardner – Daniel Junge și Henry Ansbacher
  - The Last Truck: Closing of a GM Plant – Steven Bognar și Julia Reichert
  - Rabbit à la Berlin – Bartosz Konopka și Anna Wydra

## Cel mai bun scurt metraj
- The New Tenants – Joachim Back și Tivi Magnusson
  - The Door – Juanita Wilson și James Flynn
  - Instead of Abracadabra – Patrik Eklund și Mathias Fjellström
  - Kavi – Gregg Helvey
  - Miracle Fish – Luke Doolan și Drew Bailey

## Cel mai bun scurt metraj de animație
- Logorama – Nicolas Schmerkin
  - French Roast – Fabrice O. Joubert
  - Granny O'Grimm's Sleeping Beauty – Nicky Phelan și Darragh O'Connell
  - The Lady and the Reaper – Javier Recio Gracia
  - A Matter of Loaf and Death – Nick Park

## Premii onorifice
- Lauren Bacall
- Roger Corman
- Gordon Willis

## Premiul Irving G. Thalberg
- John Calley

## Multiple nominalizări și câștiguri
| Următoarele filme au primit cele mai multe nominalizări. - 9 nominalizări: Avatar și The Hurt Locker - 8 nominalizări: Inglourious Basterds - 6 nominalizări: Precious: Based on the Novel "Push" by Sapphire și Up in the Air - 5 nominalizări: Up | Următoarele filme au primit cele mai multe premii. - 6 premii: The Hurt Locker - 3 premii: Avatar - 2 premii: Crazy Heart, Precious: Based on the Novel "Push" by Sapphire and Up |